# アッツァーノ・メッラ
アッツァーノ・メッラ（伊: Azzano Mella）は、イタリア共和国ロンバルディア州ブレシア県にある、人口約3,300人の基礎自治体（コムーネ）。

## 地理

### 位置・広がり

#### 隣接コムーネ
隣接するコムーネは以下の通り。
- カプリアーノ・デル・コッレ
- カステル・メッラ
- デッロ
- ログラート
- マイラーノ
- トルボレ・カザーリア

### 地震分類
イタリアの地震リスク階級 (it) では、3 に分類される
。